# Кара-Куль (озеро, Татарстан)
Кара́-Куль (Чёрное, Каракуль; тат. Кара күл) — озеро карстового происхождения на правом берегу реки Ярак-Чурминка (левый приток Шошмы), расположено в восточной части Шубанского сельского поселения Балтасинского района Татарстана. Памятник природы регионального значения с 10 января 1978 года.

## Гидроним
Кара-Куль в переводе с татарского языка означает Чёрное озеро («кара» — чёрное, «күль» — озеро). По легенде раньше около озера был густой лес, из-за которого вода казалась чёрной, так и произошло название.

## География
Озеро Кара-Куль — бессточный водоём карстового происхождения. Расположено в 1,2 км северо-восточнее деревни Большие Лызи Балтасинского района Татарстана. Водоём имеет вытянутую форму. Длина озера 200 м, максимальная ширина 130 м. Площадь зеркала 1,6 гектара. Средняя глубина достигает 8 м, максимальная глубина до 18 м.

## Гидрология
Объём озера 130 тыс. м³. Питание подземное, устойчивое. Вода слабоопалесцирующая, без цвета и запаха, умеренно жёсткая, средней минерализации, прозрачность 100 см. Химический тип воды гидрокарбонатно-сульфатно-кальциевый.

## Ихтиофауна
Озеро богато рыбой, в нём обитают: окунь, голавль, линь, карп, пескарь, толстолобик.

## Хозяйственное использование
Озеро используется в качестве источника природного водоснабжения, а также места рыбной ловли и отдыха.

## Охрана
Постановлением Совета Министров Татарской АССР от 10 января 1978 г. № 25 и постановлением Кабинета Министров Республики Татарстан от 29 декабря 2005 г. № 644 признана памятником природы регионального значения.